# 裁判所構成法戦時特例
裁判所構成法戦時特例（さいばんしょこうせいほうせんじとくれい、昭和17年2月24日法律第62号）は、第二次世界大戦中における裁判所構成法の特例を定めていた法律。司法制度を戦時体制下に置くことを目的として、戦時民事特別法・戦時刑事特別法と同時に成立し、1942年3月21日に施行された。終戦後、裁判所構成法戦時特例廃止法律（昭和20年法律第45号）により、1946年（昭和21年）1月15日に廃止された。

## 概説
戦時下では、戦地や占領地に相当多数の司法関係の職員を送り込む必要があり、また、交通の支障も生じうる。そのような状況下でも裁判所・検事局の機能を十分にし、裁判を迅速に行って戦時の国民生活の安定と治安の確保に資するため、審級制度の簡略化（二審制の採用）、単独審の裁判所（区裁判所）の権限の拡張等を行った。
本法は1942年（昭和17年）の戦争初期に制定されたが、戦況の悪化に伴い、1943年（昭和18年）にはさらなる手続の簡素化を旨とする改正が行われた。さらに、戦争末期の1945年（昭和20年）には、裁判所の設置を法律ではなく勅令で行えるようにする（第1条の2）など、空襲により司法のインフラが壊滅状態になったことについて応急的に対応する改正が行われた。
本法はその名のとおり裁判所構成法の特例を定めたものであるが、裁判権の範囲について特例を定めるだけではなく、第一審の判決に対して控訴を許さず直接上告しなければならないとする訴訟法的規定等も置かれていたことから、訴訟法の特例としての性格も有しているとされた。
なお、本法第1条は、「戦時ニ於ケル裁判所構成法ノ特例」と規定しており、文言としては今後起こりうるどのような戦争の際にも適用があるように読めたが、本法における「戦時」とは、あくまで第二次世界大戦だけのことを指しており、第二次世界大戦終結と同時に本法は廃止するものとされていた。

## 特例の内容

### 制定当時の特例

#### 区裁判所の事物管轄の拡張
- 刑事において、戦時刑事特別法第5条第1項の灯火管制等の下での窃盗の罪、盗犯等防止法第2条・第3条の常習窃盗の罪について、予審を経ていないものを区裁判所の権限とした（制定時第2条）[13][注釈 4]。戦争中には窃盗が頻発するので、迅速に事件に対応することにより、人心の不安を早急に取り除くためとされている[14][15]。

#### 二審制の導入（控訴審の省略）
- 民事において、賃貸借関係から生じる訴訟、不動産の境界に関する訴え、占有に関する訴訟等、区裁判所が専属管轄を有する（裁判所構成法第14条第2項）事件や請求異議の訴え等の事件について、控訴は許されず、上告だけをできるものとした（制定時第3条）[16]。
- 刑事において、安寧秩序に対する罪、強盗、窃盗等の罪等[17]が言い渡された判決については、控訴は許されず、上告だけをできるものとした（制定時第4条）[18]。
- 区裁判所が行った第一審の判決については、大審院ではなく控訴院が上告審の裁判権を有することとなった（第5条）[注釈 5]。戦時下の交通状態では東京にある大審院ではなく、最寄りの控訴院のほうが近く便利であるからと説明されている[19]。ただし、これまでの大審院の判例と異なる判断を行う必要があるような場合には、控訴院の決定によって大審院に移送することで、法律解釈の統一を図った[20][21]（第6条）。
- 職員不足の状況で戦時を乗り切るための制度として作られたが、裁判制度における手続的保障を大幅に後退させるものであり、司法省も「裁判所構成法の原則に徴し洵に誠に忍び難き変革」としている[22]。なお、二審制の導入に当たって控訴審を残して上告審を省略するか、控訴審を省略して上告審を省略するか、いずれの制度を採用するかが問題となったが、法律審である上告審を残存させることとなった[23]。

### 昭和18年法律第105号による改正

#### 区裁判所の事物管轄の拡張
- 民事において、区裁判所の管轄となる訴額を1000円以下の請求から2000円以下の請求に引き上げた（昭和18年改正後の第2条）[24]。
- 刑事において、制定時第2条を全て改めて、短期1年以上の有期の懲役または禁錮にかかる罪についても、予審を経ないものは全て区裁判所の管轄となった（昭和18年改正後の第3条）。逆に言えば、地方裁判所が第一審となる刑事事件は、死刑又は無期刑が法定刑となっているもの、又は予審を経たものに限られ、その他の刑事事件は全て区裁判所が第一審となった[25]。

#### 全般的二審制
- 民事刑事を通じて全ての事件について何らの制限なく控訴を禁じ、直接上告を行うことのみを認める全般的二審制を採用した（昭和18年改正後の第4条）[26]。
- 全般的二審制化については法の不遡及の例外を定めており、昭和18年法律第105号の施行前に第一審が裁判所に係属していたとしても弁論が終結しておらず、施行後に弁論が終結した場合には、二審制を採用するものとした（昭和18年法律第105号の改正附則第3項）。戦時下における訴訟の迅速適正を図るためと説明される[27]。

### 昭和20年法律第36号による改正
- 裁判所の設立・廃止・管轄区域の変更を勅令で行えることとした（第1条の2）。交通、通信、人口状況の著しい変化に急速に対応するためと説明されている[28]。
- 徴兵や戦災による書記の不足が著しかったため、書記の業務を判事・検事が取り扱えるようにしたり、裁判への立会を省略できるようにした（第8条）[28]。
- 裁判所で職務を行うことが難しい状況があることから、裁判所以外の場所で裁判等の職務を行えるようにした（第9条）[28]。なお、改正の前後[注釈 6]は空襲による裁判所庁舎への被害が多発しており、1945年（昭和20年）3月10日に行われた東京大空襲により大審院・東京控訴院・東京刑事地方裁判所の合同庁舎[29]は外壁以外瓦礫の山と化したほか[30]、同月17日の神戸大空襲により神戸地方裁判所が焼失するなど[31]、多くの裁判所が被災しており、庁舎での業務が困難な状況にあった。
- 法服が焼失したり新たに作ることも困難である状況であったため、服装の制限を緩和した（第10条）。

## 廃止
本法は、戦時下において、労務、資材、交通、通信等が困難な状況で司法機能を維持するための制度であったが、これに伴う手続的保障の侵害の程度が著しいことは明らかであった。終戦後、戦時中の障害が概ね解消されたことから、訴訟関係人の不利不便は早急に解消し、手続的保障の保護の回復を図らなければならないとして、裁判所構成法戦時特例廃止法律が制定され、1946年（昭和21年）1月15日に本法は廃止された。
ただし、区裁判所の事物管轄の訴額を2000円以下とする規定は「其の後の経済状態に鑑みまする時は、現在既に尚過小の感」であるとして、庁舎外での裁判の規定や服装の制限の緩和の規定は「現状に鑑みて」、残存することとなった。